# Chattahoochee (Floride)
Pour les articles homonymes, voir Chattahoochee.
Chattahoochee est une ville américaine située dans le comté de Gadsden, dans la région de Big Bend, en Floride.
La ville doit son nom à la rivière Chattahoochee, qui signifie « pierre marquée » en muscogee.

## Démographie
| 1890 | 1930  | 1940  | 1950  | 1960  | 1970  |
| ---- | ----- | ----- | ----- | ----- | ----- |
| 383  | 5 624 | 7 110 | 8 473 | 9 699 | 7 944 |

| 1980  | 1990  | 2000  | 2010  | - | - |
| ----- | ----- | ----- | ----- | - | - |
| 5 332 | 4 382 | 3 287 | 3 652 | - | - |

Selon le recensement de 2010, Chattahoochee compte 3 652 habitants. La municipalité s'étend sur 5,66 milles carrés (14,66 km2), dont 5,47 milles carrés (14,17 km2) de terres.